# Walid Ribah
Walid Ribah (* 1941 in Abbasiya, Völkerbundsmandat für Palästina) ist ein palästinensischer Schriftsteller und Journalist.

## Leben
Ribah betätigte sich bereits früh als Schriftsteller und veröffentlichte in Zeitschriften und Zeitungen der Palästinensische Befreiungsorganisation (PLO).

## Werke
- Tagebuch der Widerstandskämpfer, Kurzgeschichten, 1970
- Nuqusch ala djudran Al-Zinzana (Gemälde an Zellenwänden), Kurzgeschichten, 1974
- Melodien des Zeltes, Kurzgeschichten.